# Nexus (Perkussionsensemble)
Nexus ist ein kanadisches Perkussionsensemble, das im Bereich der Neuen Musik angesiedelt ist, aber zugleich offen für Jazz und für die Weltmusik ist. Die Gruppe konnte aufgrund ihrer Beherrschung von hunderten von Perkussionsinstrumenten der wichtigsten musikalischen Traditionen und Kulturen eine internationale Reputation erringen. Die Mitglieder haben auch eigene Instrumente erfunden, die speziellen musikalischen Anforderungen genügen.
Das Ensemble besteht aus Bob Becker (hauptsächlich auf der Marimba), Bill Cahn (zumeist Xylophon), Robin Engelman, Russell Hartenberger und Garry Kvistad. Eines der Gründungsmitglieder, Michael Craden, starb 1982; ein weiteres, John Wyre, wurde 2002 durch Garry Kvistad ersetzt. Engelman verließ das Ensemble Ende 2009 aus gesundheitlichen Gründen.

## Geschichte
Nexus wurde 1971 in Toronto gegründet; in seinem ersten Konzert spielte es ausschließlich Improvisierte Musik. Die Musiker waren an den Aufnahmen von Steve Reichs Drumming beteiligt und auch am Soundtrack des Films Schußfahrt vom Mount Everest (1975); im Folgejahr erschien das Ensemble im kanadischen Dokumentarfilm Musicanada. Die Gruppe wurde international bekannt, nachdem sie 1975 ein Album mit dem Flötisten Paul Horn vorlegte – Paul Horn and Nexus. 1976 führte Nexus Ragtime-Musik auf Mallet-Instrumenten auf. 1982 folgte eine Produktion mit dem kanadischen Dichter Earle Birney.
Zahlreiche Komponisten wie Toru Takemitsu haben ebenso für das Ensemble komponiert wie die Mitglieder von Nexus selbst. 1985 war die Gruppe an einer Produktion von Glen Hall mit Gil Evans beteiligt; 1995 holte sie Gavin Bryars für die Einspielung seines Albums Farewell to Philosophy. Auch war sie an Tony Levins World Diary (1995) beteiligt.
Weiterhin gibt die Gruppe Meisterklassen.
Das Ensemble hat bis 2011 22 eigene Alben vorgelegt. Das 2003 veröffentlichte Album Drumtalker wurde für einen Juno Award nominiert. Nexus tourte durch fast alle Kontinente. Zu seiner Jubiläumstournee 2011 waren die Konzerte in Japan, den USA und Kanada ausverkauft.

## Diskografie
- Paul Horn and Nexus (Columbia, 1975)[5]
- Nexus Ragtime Concert (Umbrella, 1976)
- Music of Nexus (Nexus, 1978)
- Under the Umbrella (CP, 1981)
- Changes (Nexus, 1982)
- Nexus & Earle Birney (1982)
- The Best of Nexus (1989)
- Nexus Now (1989)
- Dance of the Octopus (CBC, 1990) mit Judy Loman
- Nexus Plays the Novelty Music of G.H.Green (Nexus, 1991)
- Origins (1991)
- The Story of Percussion in the Orchestra (1992)
- Voices (1994)
- Music for Heaven and Earth (CBC, 1995)
- Toccata (1996)
- Nexus meets Peter Sadlo (Koch, 1997)
- Rune (Nexus, 1997)
- Orchestral Music of Takemitsu (1997)
- Richard Stolzman/Nexus Garden of Sounds (1999)
- Lullaby for Esme/Nocturnal (Nexus, 2001) mit Leigh Howard Stevens
- DrumTalker (Nexus, 2003)
- Rituals (1998–2005)
- Wings (2005)